# Shirley Stelfox
Shirley Stelfox (ur. 11 kwietnia 1941 w Dukinfield, Wielka Brytania, zm. 7 grudnia 2015 w Yorkshire Dales) – angielska aktorka.

## Filmografia
- 1999-2000: Lucy Sullivan wychodzi za mąż (Lucy Sullivan is Getting Married) jako Pani Nolan
- 1995: Coogan's Run jako Ekspedientka
- 1994: Pat i Margaret (Pat and Margaret) jako Vera
- 1994-1997: Common as Muck jako Jean
- 1993: Wiek zdrady (Age of treason, The) jako Cornelia
- 1993-1994: Three Seven Eleven jako Pani Clegg
- 1992-1993: Get Back jako Lucy
- 1992: Heartbeat jako Pani Parkin
- 1990: Co ludzie powiedzą? (Keeping Up Appearances) jako Róża (1 seria)
- 1990: Night Voice jako Marlene Spate
- 1989: Wielkie nadzieje (Great Expectations) jako Pani Camilla
- 1989-1991: Making Out jako Carol May
- 1987-2000: Inspector Morse jako Pani Kane
- 1987: Rycerze Boga (Knights of God) jako Beth
- 1987: Personal Services jako Shirley
- 1984: 1984 (Nineteen Eighty-Four) jako Prostytutka
- 1984: Bootle Saddles jako Rita Henderson
- 1982: S.W.A.L.K. jako Matka
- 1982-2003: Brookside jako Madge Richmond (1986-1987)
- 1981: Kinvig jako Pani Bird
- 1981-1991: Bergerac jako Anna Ackerman
- 1981-1982: Chinese Detective, The jako Arlene
- 1980-1985: Juliet Bravo jako Mavis Newby, alias "Colette"
- 1971: Carry On at Your Convenience jako kelnerka
- 1971-1972: Budgie jako Barmanka
- 1968-1973: Nearest and Dearest jako Det. Gloria Simpkins / Clara
- 1967: No Strings
- 1967: Corruption jako Dziewczyna na przyjęciu
- 1964-1988: Crossroads jako WPC
- 1962-1978: Z Cars jako Betty (1971) / Agnes (1978)
- 1960: Coronation Street jako Shirley Henderson (1993, 1994)